# Bonlanden (Feuchtwangen)
Bonlanden ist ein Gemeindeteil der Stadt Feuchtwangen im Landkreis Ansbach (Mittelfranken, Bayern). Bonlanden liegt in der Gemarkung Dorfgütingen.

## Geografie
Der Weiler liegt etwa 4,5 km nördlich von Feuchtwangen am linken Ufer der Sulzach. Eine Gemeindeverbindungsstraße führt zur Bundesstraße 25 (0,9 km nordwestlich) bzw. nach Oberdallersbach (0,8 km östlich). Wirtschaftswege führen nach Neidlingen (1,2 km nördlich) und nach Krobshausen zur B 25 (0,5 km westlich).

## Geschichte
Der Ortsname Bonlanden bedeutet verbotenes Gelände (vom althochdeutschen ban = Verbot), was wohl auf vorausgegangene Rechtsstreitigkeiten zwischen den drei Bistümern Augsburg, Würzburg und Eichstätt zurückzuführen ist, die in dieser Gegend aneinandergrenzten.
Bonlanden lag im Fraischbezirk des ansbachischen Oberamtes Feuchtwangen. Im Jahr 1732 gab es 4 Anwesen (1 Mühle, 1 Hof, 2 Güter) und ein Gemeindehirtenhaus. Das Stiftsverwalteramt Feuchtwangen war Dorf- und Gemeindeherr sowie alleiniger Grundherr sämtlicher Anwesen. Bis zum Ende des Alten Reiches hatte sich an den Verhältnissen nichts geändert. Von 1797 bis 1808 unterstand der Ort dem Justiz- und Kammeramt Feuchtwangen. 
Mit dem Gemeindeedikt (frühes 19. Jahrhundert) wurde Bonlanden dem Steuerdistrikt und der Ruralgemeinde Dorfgütingen zugeordnet. Im Zuge der Gebietsreform in Bayern wurde diese am 1. Januar 1972 nach Feuchtwangen eingemeindet.

### Baudenkmal
- Haus Nr. 5: Wohnstallhaus, Mühle, zweigeschossiges Gebäude mit Krüppelwalmdach, verputzt mit Ecklisenen, bez. 1832; mit Mühlenanbau, eingeschossiger Satteldachbau, und Mühlkanal, wohl gleichzeitig[10]

### Einwohnerentwicklung
| Jahr      | 001818 | 001840 | 001861 | 001871 | 001885 | 001900 | 001925 | 001950 | 001961 | 001970 | 001987 |
| Einwohner | 32     | 26     | 30     | 23     | 19     | 16     | 19     | 25     | 25     | 14     | 11     |
| Häuser    | 5      | 5      |        |        | 5      | 4      | 4      | 3      | 4      |        | 3      |
| Quelle    | [ 12 ] | [ 13 ] | [ 14 ] | [ 15 ] | [ 16 ] | [ 17 ] | [ 18 ] | [ 19 ] | [ 20 ] | [ 21 ] | [ 1 ]  |

## Religion
Der Ort ist evangelisch-lutherisch geprägt und bis heute nach Feuchtwangen gepfarrt. Die Einwohner römisch-katholischer Konfession waren ursprünglich nach St. Ulrich und Afra (Feuchtwangen) gepfarrt, heute ist die Pfarrei Mariä Sieben Schmerzen (Weinberg) zuständig.